# Brad McCrimmon
Byron Brad McCrimmon (* 29. März 1959 in Plenty, Saskatchewan; † 7. September 2011 in Tunoschna bei Jaroslawl, Russland) war ein kanadischer Eishockeyspieler und -trainer, der im Verlauf seiner aktiven Karriere zwischen 1976 und 1997 unter anderem 1.338 Spiele für die Boston Bruins, Philadelphia Flyers, Calgary Flames, Detroit Red Wings, Hartford Whalers und Phoenix Coyotes in der National Hockey League (NHL) auf der Position des Verteidigers bestritten hat. Mit den Calgary Flames gewann McCrimmon im Jahr 1989 den Stanley Cup. Im Anschluss an seine Spielerkarriere arbeitete er bis zu seinem Unfalltod im Jahr 2011 als Trainer. 

## Karriere

### Als Spieler
Brad McCrimmon begann seine Karriere bei den Prince Albert Raiders in der Saskatchewan Junior Hockey League (SJHL), ehe er 1976 zu den Brandon Wheat Kings in die hochklassige kanadische Juniorenliga Western Canada Hockey League (WCHL) wechselte. Er etablierte sich sofort als einer der offensivstärksten Verteidiger der Liga mit 84 Punkten in seinen ersten 72 Spielen und zog bis ins Finale um die WCHL-Meisterschaft ein, scheiterte dort jedoch an den New Westminster Bruins. In seinem zweiten Jahr steigerte er seine Ausbeute auf 97 Scorerpunkte, war fünftbester Vorlagengeber der Liga und erhielt die Bill Hunter Memorial Trophy als bester Verteidiger der WCHL. Zudem gewann er bei der Junioren-Weltmeisterschaft 1978 mit der kanadischen U20-Auswahl die Bronzemedaille. In der Saison 1978/79 führte McCrimmon die Wheat Kings als Mannschaftskapitän aufs Eis und zum Gewinn des President’s Cup als Meister der WCHL. Im darauffolgenden Memorial-Cup-Turnier schlossen sie die Vorrunde auf dem ersten Platz ab, scheiterten im Finale gegen die Peterborough Petes jedoch in der Verlängerung.
Im NHL Entry Draft 1979 wurde McCrimmon von den Boston Bruins in der ersten Runde an der 15. Position ausgewählt und wechselte direkt in die National Hockey League (NHL), wo er für Boston 1979/80 seine erste Profisaison absolvierte. In seinen ersten Jahren zeigte er gute Leistungen in der Defensive und zeigte eine körperlich harte Spielweise, konnte aber nicht an die Produktivität aus seiner Juniorenzeit anknüpfen. Im Sommer 1982 wurde er zu den Philadelphia Flyers transferiert, wo er seine Offensivleistungen stabilisierte und 1984/85 zweitbester Verteidiger der Flyers mit 43 Scorerpunkten aus 66 Spielen war. Die Leistungssteigerung führte direkt zu einer Einladung zum NHL All-Star Game 1985, allerdings musste er seine Teilnahme wegen einer Verletzung absagen. Ebenso fehlte er in den Playoffs, während seine Teamkameraden das Stanley-Cup-Finale gegen die Edmonton Oilers um Wayne Gretzky verloren.
In der Folge wurde McCrimmon zu einer festen Größe im sehr offensivstarken Team der Flyers, zu deren Leistungsträgern mit Brian Propp auch ein Kamerad aus McCrimmons Juniorenzeit angehörte. 1985/86 hatte er dann die beste Saison seiner Karriere, als er mit 13 Toren, 43 Assists und 56 Scorerpunkten persönliche Bestmarken aufstellte, und im Jahr darauf erreichte er mit den Flyers wieder das Stanley-Cup-Finale, wo sie aber erneut gegen den Edmonton Oilers unterlagen.
Kurz nach der Finalniederlage wurde McCrimmon in einem Transfergeschäft zu den Calgary Flames geschickt und knüpfte dort an seine gute Form an. Während der Saison 1987/88 wurde er bereits zum NHL All-Star Game eingeladen, schloss die Spielzeit mit dem besten Plus/Minus-Wert der Liga ab und wurde ins NHL Second All-Star Team gewählt. Den größten Erfolg seiner Karriere feierte er aber in der Saison 1988/89, als er mit den Calgary Flames ins Stanley-Cup-Finale einzog und dort im kanadischen Duell die Montréal Canadiens geschlagen wurde. In der folgenden Spielzeit führte McCrimmon die Flames als Mannschaftskapitän an, blieb aber nur noch bis zum Sommer 1990 in Calgary und wurde zu den Detroit Red Wings transferiert.
Während er in den letzten beiden Spielzeiten in Calgary schon deutlich weniger Akzente in der Offensive gesetzt hatte, setzte sich diese Entwicklung auch in Detroit fort, wo er sich hauptsächlich auf die Verteidigungsarbeit konzentrierte und seine Produktivität im Angriff weiter zurückging. Hinzu kamen Verletzungen, die ihn für längere Zeit pausieren ließen. Nach drei Jahren in Detroit wurde er 1993 zu den Hartford Whalers geschickt. Weiterhin durch Verletzungen zurückgeworfen, gehörte er in den letzten Jahren seiner Karriere nicht mehr zu den wichtigsten Leistungsträgern der Mannschaft. 1996 unterschrieb McCrimmon einen Vertrag bei den Phoenix Coyotes, kam in weniger als der Hälfte aller Spiele zum Einsatz und beendete schließlich im Sommer 1997 seine Karriere.

### Als Trainer
Wenige Monate nach dem Ende seiner Spielerkarriere wurde er im August 1997 von den New York Islanders aus der NHL zum Assistenztrainer von Rick Bowness ernannt. Als Bowness jedoch im März 1998 entlassen wurde, musste auch McCrimmon seinen Posten räumen, verblieb aber noch bis zum Sommer als Talentscout in der Organisation. Er übernahm daraufhin das Traineramt bei den Saskatoon Blades aus der kanadischen Juniorenliga Western Hockey League (WHL). Die Blades hatten schon in den drei Jahren zuvor die Spielzeiten mit einer negativen Bilanz abgeschlossen, doch in der 1998/99 spielten sie unter McCrimmon die schlechteste Saison seit 29 Jahren. In der folgenden Saison präsentierte sich das Team aber deutlich besser, beendete die Hauptrunde auf dem zweiten Platz ihrer Division und erreichte die zweite Runde der Playoffs.

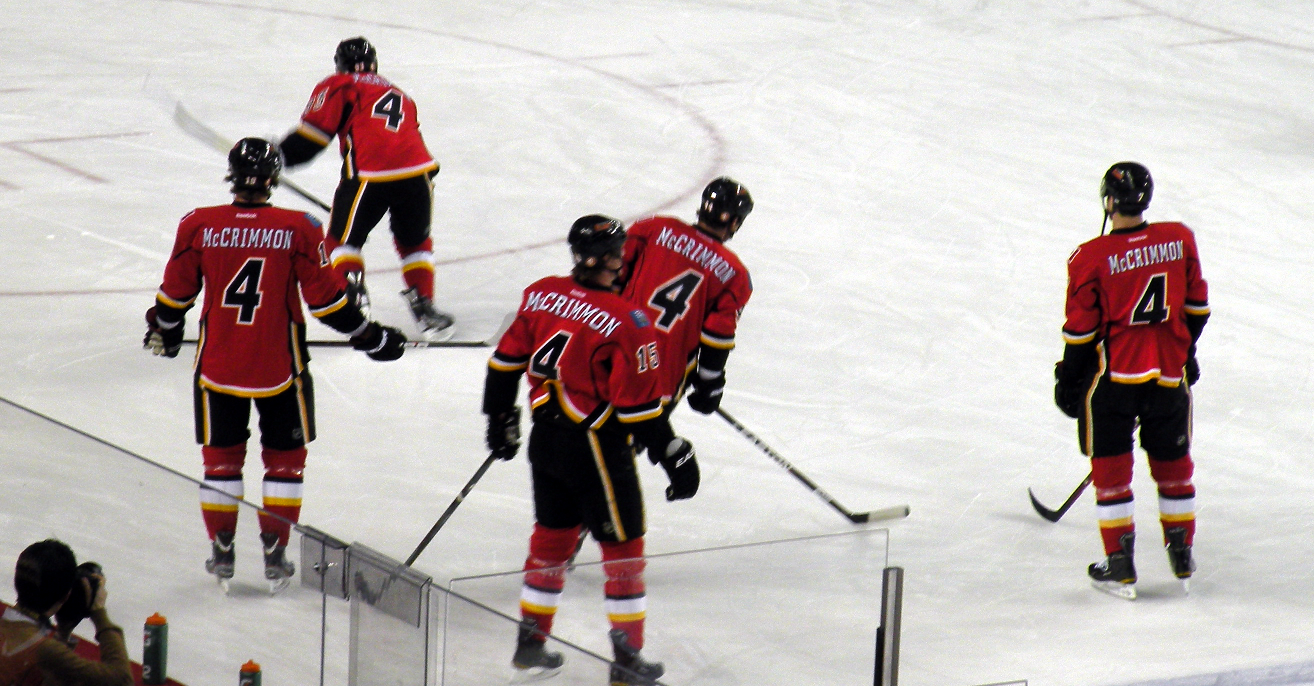
Spieler der Calgary Flames in Aufwärmtrikots mit McCrimmons Namen und Rückennummer

Im Sommer 2000 verließ er aber die Saskatoon Blades und wurde Assistenztrainer bei den Calgary Flames von Don Hay, der noch während der Saison 2000/01 entlassen wurde. McCrimmon gehörte aber auch unter seinem Nachfolger Greg Gilbert zum Trainerstab. Als sich jedoch nach den ersten Monaten der Spielzeit 2002/03 die siebte verpasste Qualifikation für die Playoffs anbahnte, mussten sowohl Gilbert als auch McCrimmon Anfang Dezember 2002 ihre Posten aufgeben und McCrimmon blieb bis zum Saisonende noch als Scout bei den Flames. Im Frühjahr 2003 arbeitete er parallel zu seinen Aufgaben in Calgary auch für den kanadischen Eishockeyverband Hockey Canada als Assistenztrainer der Junioren-Nationalmannschaft, die die Goldmedaille bei der U18-Weltmeisterschaft gewann.
Zur Saison 2003/04 war er Assistent von Cheftrainer Bob Hartley bei den Atlanta Thrashers, die unter dem Trainergespann die beste Spielzeit seit ihrer Gründung absolvierten. Während die NHL-Saison 2004/05 wegen des Lockout ausfiel, wechselte McCrimmon nach Deutschland in die Deutsche Eishockey Liga (DEL) und assistierte bei den Frankfurt Lions. Im Herbst 2005 kehrte er nach Atlanta zurück, und es gelang ihm zusammen mit Bob Hartley, das Saisonergebnis im Vergleich zur letzten Spielzeit weiter zu steigern; die Playoff-Qualifikation wurde mit zwei Punkten Rückstand aber erneut verpasst. In der folgenden Saison nahmen die Thrashers schließlich zum ersten Mal an der Endrunde teil, scheiterten jedoch bereits in der ersten Runde, und nachdem die Mannschaft einen schwachen Start in die Saison 2007/08 hatte, wurde Cheftrainer Bob Hartley entlassen. McCrimmon behielt aber seinen Posten und arbeitete an der Seite von General Manager Don Waddell, der das Traineramt übernommen hatte, bis zum Ende der Saison.
Im Sommer 2008 verpflichteten ihn die Detroit Red Wings als Ersatz für Todd McLellan, der seinen Posten als Assistenztrainer an der Seite von Mike Babcock aufgegeben hatte, um Cheftrainer der San Jose Sharks zu werden. Am 29. Mai 2011 wurde McCrimmon als Cheftrainer von Lokomotive Jaroslawl aus der Kontinentalen Hockey-Liga (KHL) vorgestellt.

## Tod
Er verstarb am 7. September 2011 im Alter von 52 Jahren beim Flugzeugabsturz bei Jaroslawl, als er sich mit seiner Mannschaft auf dem Weg zu einem Auswärtsspiel nach Minsk befand.

## Erfolge und Auszeichnungen
| - 1977 WCHL Second All-Star Team - 1978 WCHL First All-Star Team - 1978 Bill Hunter Memorial Trophy - 1979 WHL First All-Star Team - 1979 President’s-Cup-Gewinn mit den Brandon Wheat Kings - 1979 Memorial Cup All-Tournament Team | - 1985 Teilnahme am NHL All-Star Game (verletzungsbedingte Absage) - 1988 Teilnahme am NHL All-Star Game - 1988 NHL Second All-Star Team - 1988 NHL Plus/Minus Award - 1989 Stanley-Cup-Gewinn mit den Calgary Flames |

### International
- 1978 Bronzemedaille bei der U20-Junioren-Weltmeisterschaft
- 2003 Goldmedaille bei der U18-Junioren-Weltmeisterschaft (als Assistenztrainer)

## Karrierestatistik

### International
Vertrat Kanada bei:
- Junioren-Weltmeisterschaft 1978
- Junioren-Weltmeisterschaft 1979

(Legende zur Spielerstatistik: Sp oder GP = absolvierte Spiele; T oder G = erzielte Tore; V oder A = erzielte Assists; Pkt oder Pts = erzielte Scorerpunkte; SM oder PIM = erhaltene Strafminuten; +/− = Plus/Minus-Bilanz; PP = erzielte Überzahltore; SH = erzielte Unterzahltore; GW = erzielte Siegtore; 1 Play-downs/Relegation; Kursiv: Statistik nicht vollständig)

## Familie
Sein Bruder Kelly McCrimmon spielte in seiner Jugend auch aktiv Eishockey, wurde in der Folge aber vor allem als Funktionär bekannt.